# 레트로바이러스
레트로바이러스(영어: Retrovirus, 문화어: 레트롤비루스)는 유전자로써 RNA를 소유하고 있는 RNA 바이러스의 한 유형이다. 숙주를 감염시키면 자신의 RNA를 역전사 효소를 사용해 상보적 DNA로 역전사하고 이 상보적 DNA를 인테그레이스를 사용해 DNA를 합성하는 역전사의 기작을 보이기 때문에 분자생물학의 중심원리를 따르지 않는 가장 대표적인 존재로 분류된다.
레트로바이러스는 유전 물질인 핵산이 뉴클레오캡시드 형태로 되어있다.

## 감염과 증식
레트로바이러스의 감염과 증식은 다음과 같은 과정을 통해 일어난다.
1. 레트로바이러스 입자가 숙주 세포 표면에 부착한다. 이 때 특수한 막단백질이 그 역할을 한다.
2. 바이러스의 외막과 숙주의 세포막이 융합하며 캡시드가 세포질 안으로 침투한다.
3. 역전사 효소가 바이러스의 RNA를 상보적 DNA로 역전사한다.
4. 인테그레이스 역전사된 상보적 DNA의 LTR을 인식해 숙주 세포의 DNA에 삽입한다. (무작위로 아무 서열에 삽입)
5. 숙주의 전사, 번역 기구를 사용해 자신의 RNA와 단백질을 합성하고 이 과정에서 바이러스가 소유한 단백질 분해 효소를 사용해 번역된 자신의 단백질을 가공한다.
6. 캡시드 단백질을 조립하며 전사된 자신의 RNA, 번역된 효소들을 모두 캡시드 단백질로 넣고 막단백질을 숙주의 세포막에 미리 발현시킨다. 캡시드는 그 막에 둘러쌓여 바이러스의 외막으로 삼으며 세포 밖으로 방출된다.

대개의 레트로바이러스는 숙주 세포를 죽이지 않고 이용만 하기 때문에, 면역 체계가 바이러스만 인식해서 공격하는 것만으로는 레트로바이러스에 이미 감염된 세포를 없애지 못하므로 거의 대부분 만성 감염으로 진행하게 된다. 따라서 혈액 중의 바이러스 숫자는 극히 적지만 감염 자체는 계속 진행되는 현상이 나타난다. 따라서 치료를 위해서는 레트로바이러스의 감염 자체를 막는 방법 또는 레트로바이러스에 감염된 세포를 파괴하는 방법이 필요하다.
인간에 감염되는 대표적인 레트로바이러스로는 HIV(Human Immunodeficiency Virus)가 있다.

## 암
종양 성장을 일으키는 레트로바이러스에는 라우스육종바이러스(Rous sarcoma virus) 및 생쥐유방종양바이러스(Mouse mammary tumor virus)가 포함된다. 암은 프로바이러스 DNA에 통합된 원 종양 유전자 또는 세포 원 종양 유전자의 파괴에 의해 유발된다. 라우스육종바이러스에는 종양 형성을 유발하는 src 유전자가 포함되어 있다. 나중에 세포에서 유사한 유전자가 세포 신호 전달에 관여한다는 것이 밝혀졌다. 비형질 전환 바이러스는 DNA를 무작위로 원형 종양 유전자에 삽입하여 세포 주기를 조절하는 단백질의 발현을 방해 할 수 있다. 프로바이러스 DNA의 촉진유전자는 또한 조절 유전자의 과발현을 야기 할 수 있다.